# Alchemilla paicheana
Alchemilla paicheana é uma espécie de rosácea do gênero Alchemilla, pertencente à família Rosaceae.